# Latarnie morskie w Azerbejdżanie
Poniższy artykuł przedstawia listę latarni morskich w Azerbejdżanie. W tym państwie jest 10 latarni morskich.
- Latarnia morska Abşeron

- Latarnia morska Amburana

- Latarnia morska w Astarze
- Latarnia morska w Baku

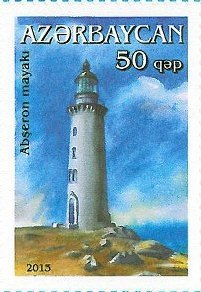
Latarnia morska Abşeron

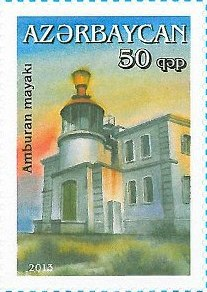
Latarnia morska Amburana

- Latarnia morska na Böyük Zirə adası

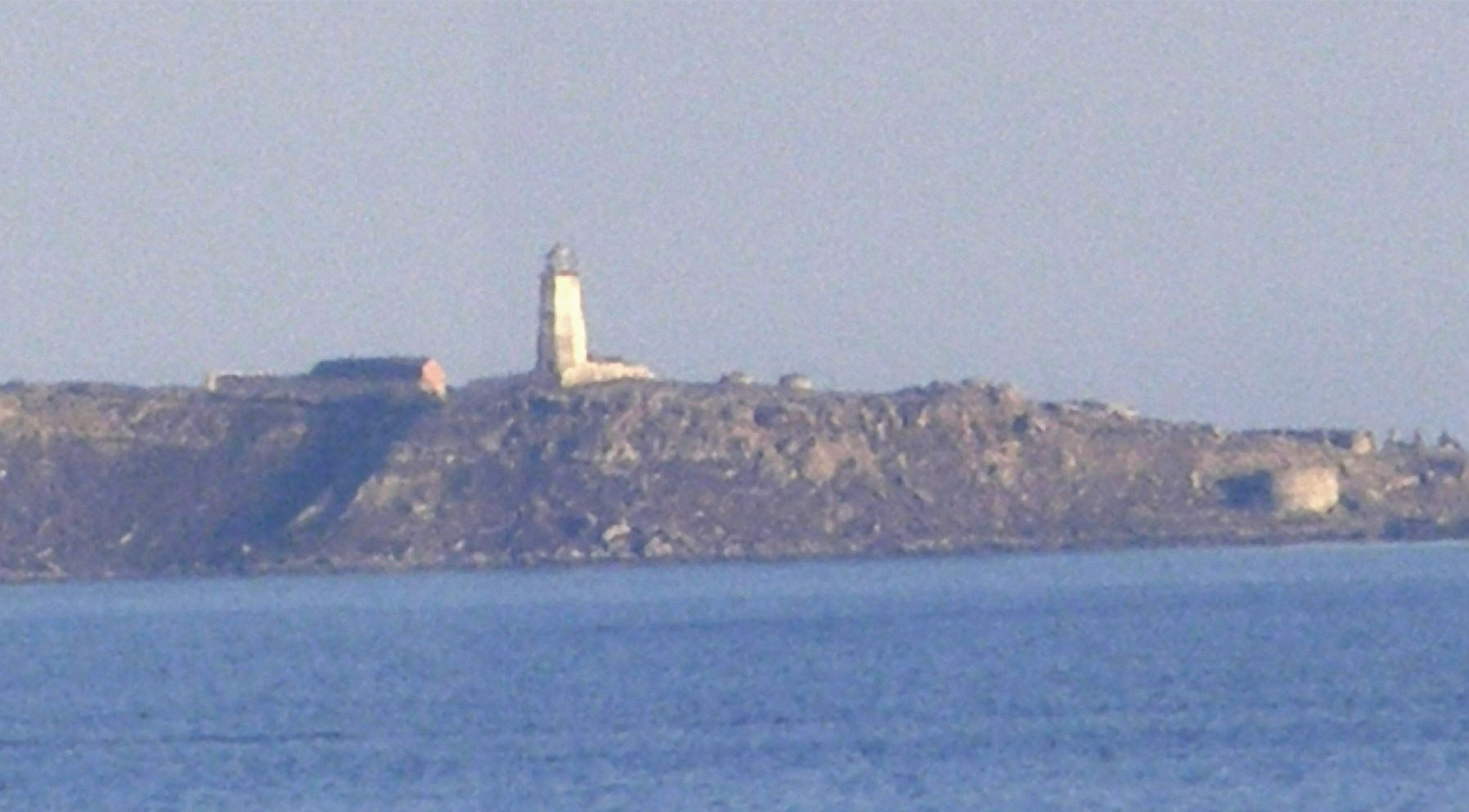
Latarnia morska na Böyük Zirə adası

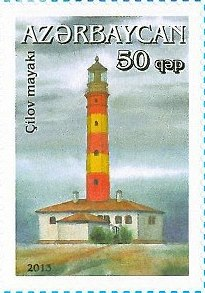
latarnia morska w Cilov

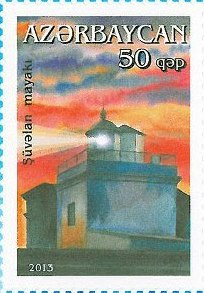
latarnia morska w Shuvalan

- Latarnia morska w Çilov

- Latarnia morska w Lankaran
- Latarnia morska w Qaradağ
- Latarnia morska w Səngi Muğan
- Latarnia morska w Shuvalan